# Porno (powieść)
Porno (ang. Porno) – powieść autorstwa Irvine'a Welsha z 2002, w Polsce wydana po raz pierwszy w 2006 przez wydawnictwo Vis-á-vis Etiuda z Krakowa w tłumaczeniu Jarosława Rybskiego.
W powieści, po dziesięciu latach przerwy, spotykają się w Edynburgu bohaterowie wcześniejszej książki autora – Trainspottingu. Są bogatsi w doświadczenia życiowe, jednak nie przybyło im autorefleksji, nadal są skłonni do destrukcji i działań aspołecznych. Heroina, która niegdyś była spoiwem ich przyjaźni przeszła do historii, a nowym celem życia bohaterów stało się pragnienie nakręcenia ambitnego filmu dla widzów dorosłych (softpornograficznego). Kierownictwo nad projektem objął Sickboy, który przejawił talenty biznesowe. Jego motywacją stało się objęcie panowania nad show-biznesem. Pozostali chcą się dobrze zabawić i zarobić. Mottem powieści są słowa Friedricha Nietzschego: Bez okrucieństwa nie ma biesiady.
Narracja opowieści prowadzona jest z pięciu punktów widzenia, w tym jednego kobiecego. W każdym rozdziale stosowane są inne środki wyrazu. Dzieło nacechowane jest słowną ekwilibrystyką oraz stosowaniem slangów i dialektów (np. szkockiego i grypsery, czy wysokiego angielskiego z przekleństwami).